# Abrahamperstjärnarna (Stensele socken, Lappland, 726360-151497)
Abrahamperstjärnarna är en sjö i Storumans kommun i Lappland och ingår i Umeälvens huvudavrinningsområde.